# Cordylus angolensis
Cordylus angolensis är en ödleart som beskrevs av  Bocage 1895. Cordylus angolensis ingår i släktet Cordylus och familjen gördelsvansar. Inga underarter finns listade i Catalogue of Life.
Denna ödla förekommer i västra Angola. Den lever på ett högplatå cirka 1600 meter över havet. Arten vistas i savannen Miombo. Den gömmer sig ofta i bergssprickor. Antagligen lägger honor inga ägg utan de föder levande ungar.
Det är inget känt om populationens storlek och möjliga hot. IUCN listar arten med kunskapsbrist (DD).